# Ernest Gillet
Ernest Gillet (Parijs, 13 september 1856 – aldaar 6 mei 1940) was een Frans cellist en componist.

## Leven
Ernest Gillet kwam uit een muzikaal gezin want broer Georges Gillet was een fameus hoboïst. Ook Fernand Gillet, een hoboïst van het Boston Symphony Orchestra, was (al dan niet rechtstreekse) familie. Ernest Gillet groeide op in Parijs en studeerde cello aan het Conservatorium van Parijs bij Auguste Franchomme. Hij was cellist in de orkesten van de Théâtre National de l’Opera te Parijs, Monte Carlo, in Duitsland en Londen. Hij was voorts concertmeester in het orkest van het Théâtre Lyrique.

## Muziek
Het schreef tal van lichtere werken binnen de klassieke muziek, maar verreweg het meeste is vergeten in de 21e eeuw. Dat was eind 19e eeuw wel anders, toen werden een zevental werken van hem gespeeld tijdens de befaamde Proms-concerten. Enige bekendheid verwierven zijn
- operette uit 1893: La fille de la mère Michel (samen gecomponeerd met Daniel Richel)
- Loin du bal, dat werd gebruikt in de film The Dancing Masters uit 1943 van Laurel & Hardy; het werd tijdens de Proms van 1895 drie maal uitgevoerd! Het verscheen tevens in diverse arrangementen zelfs in Noorwegen bij Warmuth Musikforlag, ook is het vroegtijdig vastgelegd op grammofoonplaat[4]

### Toneelwerken
- La fille de la mère Michel

### Werkjes
- Loin du bal (1888)
- Marche burlesque
- Intermezzo
- Entr'acte, gavotte (viool en piano)
- Fantaisie, voor hobo opgedragen aan zijn broer
- Lejos del baile
- La lettre de Manon
- Intermezzo lointain
- Babillage
- Cortège du Sardar
- Passepied (cello en piano)
- Canzonetta (cello en piano)
- Au moulin

- Au village
- Babillage
- Dans le forêt
- Douce caresse
- Doux murmure
- La toupie
- Serenade de Pierrot, Charakterstück
- Sommeil d'enfant
- Sous l'ombrage
- Pizzicati
- Sérénade impromptu
- Souvenir d'Espagnole
- Walzer "Vous êtes charmante!"

- Biblioteca Nacional de España: XX1284762
- Bibliothèque nationale de France: cb14801154j (data)
- Gemeinsame Normdatei: 1080021620
- International Standard Name Identifier: 0000 0001 0784 0350
- Library of Congress Control Number: n92010639
- Nationale Bibliotheek van Letland: 000191340
- MusicBrainz: 3ee1e7f3-a62a-447f-abb3-d6831cf22c92
- Nationale Bibliotheek van Tsjechië: mzk2013788810
- Nationale Bibliotheek van Israël: 987007408444005171
- Nationale Bibliotheek van Polen: a0000002112789
- Nederlandse Thesaurus van Auteursnamen: 128218266
- Système universitaire de documentation: 190496770
- Virtual International Authority File: 76580360
- WorldCat: E39PBJr7YdYTVg6qDMhJKyQ8YP